# Pluto i skojartagen
Pluto i skojartagen (engelska: Playful Pluto) är en amerikansk animerad kortfilm med Musse Pigg från 1934.

## Handling
Musse Pigg vill kunna göra trädgårdssysslor, samtidigt som hans hund Pluto vill leka. Det slutar med att de stannar inomhus och båda två fastnar i flugpapper.

## Om filmen
Filmen är den 65:e Musse Pigg-kortfilmen som producerades och den tredje som lanserades år 1934.
Filmen hade svensk premiär den 17 december 1934 på biografen Rita i Stockholm som innehåll i kortfilmsprogrammet 3 små grisar på nya äventyr eller Stora stygga vargen och Rödluvan, där även filmerna Den stora stygga vargen eller Tre små grisar på nya äventyr, Gräshoppan och myrorna, Flygande råttan, Den kloka hönan och Och jula vara skall till påska! ingick.

## Rollista
- Walt Disney – Musse Pigg
- Pinto Colvig – Pluto[6]